# ساوت فالزبرگ (نیویورک)
ساوت فالزبرگ (به انگلیسی: South Fallsburg) یک منطقهٔ مسکونی در ایالات متحده آمریکا است که در نیویورک واقع شده‌است. ساوت فالزبرگ ۲٬۸۷۰ نفر جمعیت دارد.